# Taiomara Rocio Borchardt
Taiomara Rocio Borchardt, modelo do Paraná, foi eleita Miss Brasil Internacional em 1981. Foi a primeira Miss Brasil Internacional eleita fora do concurso oficial, tornando-se a segunda paranaense detentora do título em um espaço de dezoito anos, e representou o país no Miss Internacional, ocorrido em Fucuoca, Japão, ficou em 2.º. Lugar. Até então foi a ultima Miss Brasil a estar entre as 5 primeiras finalistas do Miss Internacional.